# Campionato italiano di hockey su ghiaccio 1947-1948
Al Campionato italiano di hockey su ghiaccio 1947-48 fu la 15ª edizione del campionato nazionale.

## Serie A
Sono iscritte undici società. Nove vengono divise in tre gironi da tre squadre, i vincitori dei quali si sfidano in un ulteriore girone a tre. La vincente di questo girone si scontra in semifinale col Cortina. La vincente della semifinale sfiderà in finale l'HC Milano campione in carica e quindi ammesso in partenza alla finalissima.

### Formazioni
- Girone A: Alleghe HC, Cortina II e Misurina;
- Girone B: Diavoli Azzurri Bolzano, Diavoli Rossoneri Milano e Ortisei;
- Girone C:  Amatori Milano, Asiaghese e HC Merano.

L'Amatori Milano è la vecchia seconda squadra del Milano, che si è formalmente staccata dalla società madre. Milano e Cortina, squadre da cui provengono gran parte dei nazionali, vengono risparmiate dai gironi eliminatori in vista delle Olimpiadi di St. Moritz (chiuse poi all'ultimo posto).

### Gironi eliminatori

#### Girone A
Disputato ad Auronzo di Cadore.
- Alleghe - Cortina II 3-0
- Cortina II - Misurina 0-5
- Alleghe - Misurina 0-2 (per forfait dell'Alleghe)

| Girone A | Girone A   | Girone A |
| -------- | ---------- | -------- |
| Pos.     | Squadra    | Punti    |
| 1.       | Misurina   | 4        |
| 2.       | Alleghe    | 2        |
| 3.       | Cortina II | 0        |

#### Girone B
Disputato ad Ortisei.
- Diavoli Azzurri Bolzano - Ortisei 1-2
- Ortisei - Diavoli Rossoneri Milano 1-3
- Diavoli Azzurri Bolzano - Diavoli Rossoneri Milano 1-0 (a tavolino)

| Girone B | Girone B                 | Girone B |
| -------- | ------------------------ | -------- |
| Pos.     | Squadra                  | Punti    |
| 1.       | Diavoli Rossoneri Milano | 2        |
| 2.       | Diavoli Azzurri Bolzano  | 2        |
| 3.       | Ortisei                  | 2        |

Questo girone si conclude con una coda polemica perché durante Diavoli Rossoneri Milano - Diavoli Azzurri Bolzano la gara viene sospesa per accese discussioni tra i milanesi e gli arbitri. La Federazione applica il regolamento internazionale ed assegna la vittoria alla squadra altoatesina, ma solo per 1-0, qualificando così i Diavoli Rossoneri Milano per differenza reti (Diavoli Rossoneri Milano +1, Diavoli Azzurri Bolzano 0, Ortisei -1).

#### Girone C
Disputato ad Asiago.
- Asiaghese - Amatori Milano 0-6
- Amatori Milano - Merano 9-1
- Asiaghese - Merano 3-4

| Girone C | Girone C       | Girone C |
| -------- | -------------- | -------- |
| Pos.     | Squadra        | Punti    |
| 1.       | Amatori Milano | 4        |
| 2.       | Merano         | 2        |
| 3.       | Asiaghese      | 0        |

### Girone qualificazione
Disputato ad Auronzo di Cadore.
- Diavoli Rossoneri Milano - Amatori Milano 4-10
- Amatori Milano - Misurina 5-5
- Diavoli Rossoneri Milano - Misurina 3-5

| Pos. | Squadra                  | Punti |
| 1.   | Amatori Milano           | 3     |
| 2.   | Misurina                 | 3     |
| 3.   | Diavoli Rossoneri Milano | 0     |

L'Amatori ha la meglio sul Misurina per una migliore differenza reti (+6 contro +2).

### Semifinale
Gara Unica
- Cortina - Amatori Milano 8-1

### Finale
Giocata a Milano.
Gara Unica - 5 gennaio 1948
- Milano - Cortina non disputata per forfait del Cortina

 Lo scudetto, il decimo della sua storia, viene assegnato a tavolino all'Hockey Club Milano.

Formazione Campione d'Italia: Giancarlo Bucchetti – Giancarlo Bulgheroni – Ignazio Dionisi – Arnaldo Fabris – Vincenzo Fardella – Aldo Federici – Umberto Gerli – Dino Innocenti – Costanzo Mongini – Franco Rossi – Giannantonio Zopegni.